# Arthur McCashin
Arthur McCashin (né le 5 mai 1909 à Larne au Royaume-Uni et mort le 24 septembre 1988 à Falls Church) est un cavalier américain.

## Biographie
Arthur McCashin est membre de l'équipe olympique des États-Unis de saut d'obstacles qui est médaillée de bronze aux Jeux olympiques d'été de 1952 à Helsinki.